# Dugald Macpherson
Pour les articles homonymes, voir Macpherson.
H. Dugald Macpherson (né en 1959) est un mathématicien et logicien britannique. Il est professeur de mathématiques pures à l'université de Leeds.

## Biographie
Il a obtenu son doctorat en philosophie à l'Université d'Oxford en 1983 pour sa thèse intitulée « Enumeration of Orbits of Infinite Permutation Groups » sous la direction de Peter Cameron. En 1997, il a reçu le prix Junior Berwick de la London Mathematical Society. Il poursuit ses recherches sur les groupes de permutation et la théorie des modèles. Il est scientifique responsable de l'équipe MODNET à l'Université de Leeds. Il est co-auteur du livre Notes on Infinite Permutation Groups.

## Publications
- avec Meenaxi Bhattacharjee, Rögnvaldur G. Möller Notes on Infinite Permutation Groups, Springer Verlag 1998.
- avec Deidre Haskell, Ehud Hrushovski Stable domination and independence in algebraically closed valued fields, Cambridge University Press 2008.
- (éd) avec Richard Kaye: Automorphisms of first order structures, Oxford University Press 1994.